# Jireh Gospel Choir
Pour les articles homonymes, voir Gospel (homonymie).
 (octobre 2023).
Jireh Gospel Choir, fondé en 1996 par Carol Bernard, est un ensemble vocal québécois basé à Montréal, et composé d’une quinzaine de chanteurs et musiciens expérimentés. Du Québec à l’Europe, Jireh s’est fait une place dans l’industrie de la musique gospel et partage son amour pour cette musique avec énergie et authenticité. Son répertoire varie des grands classiques aux compositions originales, allant aussi du gospel traditionnel vers le gospel contemporain.

## Historique
Au fil des années, Jireh Gospel Choir s’est construit une solide réputation qui lui a permis de collaborer avec des artistes de renommée internationale tels que Bobby McFerrin, David Worm et Joey Blake en 2018, dans le cadre du Festival International de Jazz de Montréal et à nouveau à l'édition de 2019. L'ensemble a également participé à des événements sur le plan local, et à l'international, notamment en Suisse et aux États-Unis.

## Discographie
- 2014 - Get Up (Jireh Gospel Choir)
- 2011 - Jireh 2011 (Jireh Gospel Choir)
- 2009 - Noël avec Jireh Gospel Choir, avec Mario Pelchat (MP3 Disques)
- 2004 - Jireh Gospel Choir (R.A.M Recordings)

## Événements marquants

### 2022
- Festival International de Jazz de Montréal, Scène TD, Place Des Festivals (3 Juillet 2022)

### 2013
- Festivals : Festival Montréal en lumière et Festival Classica (février – juin)
- Série concerts Campbell (juillet – août)
- Parc La Fontaine – Théâtre de verdure
- Parc de la Marine d’Escale
- Parc Sir Gorges-Étienne-Cartier
- Parc Wilfrid-Bastien
- Parc Cousineau
- Concerts en Abitibi : Rouyn-Noranda et Val-d'Or
- Spectacle ONE13 à l’Olympia (décembre)

### 2012
- Montréal en lumière (février)
- Gala Créa – événement corporatif (mars)
- Salle Gésu – célébration de Pâques (avril)
- Festival international du blues de Tremblant (juillet)
- Festival Jazz Etcetera de Lévis (août)
- Événement corporatif à l’Hôtel Reine-Élizabeth (novembre)
- Radio CJAD 800 AM (décembre)
- Théâtre Outremont – Concert de Noël ONE12 (décembre)

### 2011
- Concerts en Abitibi : Val-d'Or et Rouyn-Noranda (novembre)
- Club Soda (décembre)

### 2010
- Spectacle bénéfice – levée de fonds pour Haïti au Club Soda avec Luck Mervil, Sylvie Desgroseillers et Marie-Josée Lord « Tous un pour Haïti » (janvier)
- Haititalia – Concert-bénéfice pour Haïti
- Événement corporatif avec Sylvie Desgroseillers (avril)
- Club Soda (décembre)

### 2009
- Rendez-vous Gospel avec Lulu Hughes (février)
- 1000 Islands Jazz Festival en Ontario (mai)
- Festival international Maximum Blues (août)
- Club Soda – événement enregistré par la Société Radio-Canada (décembre)

### 2008
- Festival Jazz et Blues de Saguenay (mars)
- Polyfollia, France (octobre-novembre)
- Club Soda (décembre)

### 2007
- Club Soda (décembre)

### 2006
- Concerts au Nouveau-Brunswick (février)
- Concerts œuvres de charité : Fondation Charles-Bruneau (octobre) et Arche Beloeil (novembre)
- Club Soda avec Sylvie Desgroseillers (décembre)

### 2005
- Concerts à l'Université McGill et au Collège Vanier (mars-avril)
- Hommage à Daisy Peterson Sweeney (la sœur de Oscar Peterson) avec Oliver Jones, Gregory Charles, Normand Brathwaite, et Sylvie Desgroseillers
- Concerts pour œuvres de charité : services aux sinistrés et Téléthon (maladies infantiles)
- Concert de fin d’année au Club Soda (décembre)

### 2004
- Discover Jazz Festival (États-Unis)
- Montreux Jazz Festival (Suisse) – juillet
- Cirque du Soleil (juillet)
- Festival international de jazz de Montréal (juillet)
- Lancement du CD platine de Mario Pelchat : Noel avec Jireh Gospel Choir (novembre)
- Tournée de 8 concerts avec Mario Pelchat (décembre)

### 2003
- Concert avec Ron Kenoly à l’Église Nouvelle Vie

## Récompenses
- 2015 - Gospel Music Association Canada pour Gospel Album of the Year pour l'album Get Up [6]
- 2012 - Gospel Music Association Canada pour Gospel Song of the Year pour le titre Quoi qu’il arrive
- 2004 - Covenant Award etVibe Award pour Best Urban/Soul Album of the Year

## Apparitions TV et Radio
- Belle et Bum (Télé-Québec)
- Pour le plaisir (Radio Canada TV)
- Radio Canada
- CBC – Soleil de Minuit (Cirque du Soleil)
- Canal Évasion - 24 heures dans la vie d'une ville
- Global TV - 100 Huntley Street
- Rock Détente 107.3 FM
- TQS – Téléthon
- TVA - École des fans
- CJAD 800 AM
- Mix96
- CKVL 100.1FM